# St Louis CG-5
St. Louis CG-5 là một mẫu thử tàu lượn vận tải quân sự của Hoa Kỳ trong thập niên 1940, do St. Louis Aircraft Corporation thiết kế chế tạo.

## Tính năng kỹ chiến thuật (CG-5)
Dữ liệu lấy từ skyways
Đặc tính tổng quát
- Kíp lái: 2
- Sức chứa: 6
- Sải cánh: 89 ft (27 m)
- Trọng lượng có tải: 3.800 lb (1.724 kg)

Hiệu suất bay
- Vận tốc cực đại: 96 kn; 177 km/h (110 mph)
- Tốc độ không vượt quá: 56 kn; 105 km/h (65 mph)